# Eugamón
Eugamón o Eugamón de Cirene (Εὐγάμων ὁ Κυρηναῖος) fue un poeta épico griego de la época arcaica a quien se le atribuye la Telegonía. 
Según Clemente de Alejandría en su Stromata, Eugamón le robó al legendario Museo el poema titulado Tesprócida o Tesprotis, lo que significa, en su caso, que una versión de la épica tradicional largamente existente habría sido escrita por Eugamón. Se sabe que estuvo activo entre 568 y el 566 a. C. y fue contemporáneo de Pisístrato y Aristeas.